# Ica Vilander
Ica Vilander (* 20. Dezember 1921 in Brüx, Tschechoslowakei; † 22. April 2013 in Hamburg) war eine deutsche Fotografin.

## Leben
Nach Absolvierung einer Fotolehre lebte Ica Vilander ab 1944 in Berlin. Sie begann ein Studium an der Hochschule für Bildende Künste Berlin bei Heinz Hajek-Halke in Grafik und experimenteller Fotografie. Ab 1959 erste Publikationen. In der Jugendzeitschrift TWEN journalistisch inspirierte Studien über den Kabarettisten Wolfgang Neuss (8/1962) und über Ica Vilander selbst das Bildessay „Meine Oma fotografiert Akt“ (4/1967). Anlass des Essays war ihr Lebensstil, der zum Leitbild einer lebenslustigen und unangepassten Frau wurde. Sie lebte damals in enger Gemeinschaft mit der Hippie-Familie ihres Sohnes Helge zusammen.
Vilander lebte zuletzt in Hamburg.

## Werk
Ica Vilander inspirierte Werner Klett zu dem Film Die Augen der Ica Vilander (1968) und war beteiligt an dem Spielfilm Übungen mit Darstellern (1968) von Werner Schroeter. Fotografische Arbeiten von ihr finden sich als Einblendung in Herbert Veselys Film Das Brot der frühen Jahre (1962) nach Heinrich Böll. Für die Verlage Rowohlt und Heyne gestaltete sie Buchtitel. Ab 1980 zog sie sich vollständig aus der Öffentlichkeit zurück.
Originale von ihr sind rar, vieles ist vernichtet und kann nur noch als Abbild in TWEN oder in ihren Büchern „akt apart“, „La femme vue par une femme“ (1967), „akt abstrakt“ (1968), „akt adonis“ (1969) und „vive le sex“ (1970) gesehen werden.
Vilander porträtierte z. B. Hildegard Knef, Helene Weigel, Gregory Corso, Maurice Béjart und Sidney Poitier. Zudem erregte sie mit ihrer Aktfotografie internationale Aufmerksamkeit. Das Nachrichtenmagazin Der Spiegel bezeichnete sie 1969 als „Deutschlands berühmteste Nacktfotografin“.

## Veröffentlichungen
- 1967 akt apart
- 1967 la femme vue par une femme
- 1968 akt abstrakt
- 1969 akt adonis
- 1970 vive le sex